# Branko Radičević
Branko Radičević, in cirillico serbo Бранко Радичевић, (Slavonski Brod, 28 marzo 1824 – Vienna, 1º luglio 1853), è stato uno scrittore serbo.
Studioso di poesia popolare, autore di tre raccolte di poesie, è considerato il maggior poeta romantico serbo per le innovazioni da lui apportate alla tematica e al linguaggio della lirica colta. Ai moduli del classicismo Radičević oppose un'ispirazione soggettiva, legata ai motivi dell'amore e della natura, un'espressione viva e spregiudicata, un abile dosaggio del materiale verbale, attinto in parte alla lingua parlata.

## Opere
- Poesie I (1847)
- Poesie II (1851)
- Poesie III (1862, postumo)